# 46-я церемония «Грэмми»
46-я церемония вручения премий «Грэмми» состоялась 8 февраля 2004 года в Стэйплс-центр, Лос-Анджелес.
Ниже приведены некоторые номинации и номинанты. Победившие в своих категориях выделены жирным шрифтом.

## Основная категория

### Альбом года
- Speakerboxxx/The Love Below — OutKast
- Fallen — Evanescence
- Justified — Джастин Тимберлейк
- Under Construction — Мисси Эллиот
- Elephant — The White Stripes

### Песня года
- «Dance With My Father» — Лютер Вандросс и Ричард Маркс
- «I’m With You» — Аврил Лавин
- «Beautiful» — Кристина Агилера
- «Keep Me In Your Heart» — Уоррен Зивон
- «Lose Yourself» — Эминем

### Лучший новый исполнитель
- Evanescence
- 50 Cent
- Fountains Of Wayne
- Heather Headley
- Шон Пол

### Популярная музыка

#### Лучшее женское вокальное поп-исполнение
- «Beautiful» — Кристина Агилера
- «Miss Independent» — Келли Кларксон
- «White Flag» — Дайдо
- «I’m With You» — Аврил Лавин
- «Fallen» — Сара Маклахлан

#### Лучшее мужское вокальное поп-исполнение
- Cry Me A River — Джастин Тимберлейк
- «Any Road» — Джордж Харрисон
- «Ain’t No Mountain High Enough» — Michael McDonald
- «Send Your Love» — Стинг
- «Keep Me In Your Heart» — Уоррен Зивон

#### Лучшее вокальное поп-исполнение дуэтом или группой
- «Underneath It All» — No Doubt
- «Misunderstood» — Bon Jovi
- «Hole In The World» — Eagles
- «Stacy’s Mom» — Fountains Of Wayne
- «Unwell» — Matchbox Twenty

#### Лучший вокальный поп-альбом
- Justified — Джастин Тимберлейк
- Stripped — Кристина Агилера
- Brainwashed — Джордж Харрисон
- Bare — Энни Леннокс
- Motown — Michael McDonald

### Ритм-н-блюз

#### Лучший альбом в стиле ритм-н-блюз
- Dance With My Father — Ray Bardani (звукоинженер) & Лютер Вандросс (продюсер & певец)
- Worldwide Underground — Эрика Баду
- Bittersweet — Blu Cantrell
- So Damn Happy — Арета Франклин
- Body Kiss — The Isley Brothers

### Кантри
- Лучшее женское кантри-исполнение
  - Джун Картер Кэш за «Keep on the Sunny Side»
- Лучшее мужское кантри-исполнение
  - Винс Гилл за «Next Big Thing»
- Лучшее кантри-исполнение дуэтом или группой — вокальное
  - Рики Скэггс & Kentucky Thunder за «A Simple Life»
- Лучшее совместное вокальное кантри-исполнение
  - Джеймс Тейлор & Элисон Краусс за «How’s the World Treating You»
- Лучшее инструментальное кантри-исполнение
  - Alison Krauss & Union Station за «Cluck Old Hen»
- Лучшая кантри-песня
  - Jim Moose Brown & Don Rollins (авторы) за «It’s Five O’Clock Somewhere» в исполнении Alan Jackson & Jimmy Buffett
- Лучший кантри-альбом
  - Carl Jackson (продюсер) за Livin', Lovin', Losin' – Songs of the Louvin Brothers (various artists)
- Лучший блюграсс-альбом
  - Alison Krauss & Union Station за Live

### Другие победители
- Мстислав Ростропович (дирижёр) и Максим Венгеров за Britten: Violin Concerto/Walton: Viola Concerto (performed by Maxim Vengerov & the London Symphony Orchestra) — за Лучшее инструментальное сольное исполнение (с оркестром)
- Билл Клинтон, Михаил Горбачёв и Софи Лорен — за озвучивание музыкальной сказки «Петя и волк».

### Кино/ТВ/медиа

#### Лучший компиляционный саундтрек, написанный для кино, телевидения или других визуальных медиа
- Randy Spendlove & Ric Wake (продюсеры компиляции) & Various Artists для Chicago: Music from the Miramax Motion Picture

#### Лучший оригинальный саундтрек, написанный для кино, телевидения или других визуальных медиа
- John J. Kurlander (звукоинженер), Peter Cobbin (звукоинженер/микширование) & Howard Shore (композитор) для The Lord of the Rings: The Two Towers: Original Motion Picture Soundtrack

#### Лучшая песня, написанная для кино, телевидения или других визуальных медиа
- Кристофер Гест, Юджин Леви & Майкл МакКин (авторы) для A Mighty Wind в исполнении The Folksmen, Mitch & Mickey & The New Main Street Singers